# Øvrebrekka
Øvrebrekka (norwegisch für Oberer Hang) ist ein Gletscherbruch im ostantarktischen Königin-Maud-Land. In der Hoelfjella liegt er südlich der Weyprechtberge.
Wissenschaftler des Norwegischen Polarinstituts benannten ihn 1964.